# 伊勢谷浩
伊勢谷浩（いせたに ひろし、1926年10月26日 - ）は日本の大蔵官僚。国民金融公庫理事などを歴任。趣味はゴルフ、麻雀、旅行。

## 来歴
東京府出身。東京大学法学部政治学科卒業。1948年9月 大蔵省入省。銀行局保険課配属。1951年4月 主計局総務課。同年5月 経済安定本部建設交通局公共事業課。1952年4月 管財局外国財産管理課長補佐心得。同年9月 伊予西条税務署長。米国出張時には財政投資を研究。1970年6月 経済企画庁総合計画局計画課長。1972年5月 外務省在英国大使館公使。1975年7月5日 大臣官房審議官（大臣官房担当）。1976年 国民金融公庫理事。1981年 スミス・バーニー証券顧問。1992年6月 東京相和銀行顧問。

## 略歴
- 1948年9月：大蔵省入省。銀行局保険課配属[2]。
- 1951年4月：主計局総務課。
- 1951年5月：経済安定本部建設交通局公共事業課。
- 1952年4月：管財局外国財産管理課長補佐心得。
- 1952年9月：伊予西条税務署長。
- 1953年11月：理財局外債課長補佐心得。
- 1954年1月：理財局外債課長補佐。
- 1956年8月：米国出張。
- 1957年8月：大臣官房文書課長補佐。
- 1960年7月：銀行局総務課長補佐。
- 1962年10月：近畿財務局理財部次長。
- 1963年11月：近畿財務局管財部長。
- 1965年7月：経済企画庁調整局財政金融課長。
- 1967年8月：国際金融局投資第三課長。
- 1968年6月：国際金融局投資第二課長。
- 1969年8月：国際金融局外資課長。
- 1970年6月：経済企画庁総合計画局計画課長。
- 1971年10月：大臣官房付（外務省研修所）。
- 1972年5月：外務省在英国大使館公使。
- 1975年7月1日：大臣官房付。
- 1975年7月5日：大臣官房審議官（大臣官房担当）。